# Мужчине живётся трудно. Фильм 35: Любимая школа Торадзиро
«Мужчине живётся трудно. Фильм 35: Любимая школа Торадзиро» (яп. 男はつらいよ　寅次郎恋愛塾, отоко-ва цурай ё: торадзиро рэнъай дзюку; англ. Tora-san, the Go-between  (Tora-san 35) — японская комедия режиссёра Ёдзи Ямады, вышедшая на экраны в 1985 году. 35-й фильм популярного в Японии киносериала о комичных злоключениях незадачливого чудака Торадзиро Курума, или по-простому Тора-сана. В этой серии Тора-сан оказывает помощь старой женщине, которая внезапно умирает, а на её похоронах он встречает внучку этой старушки, в которую конечно же влюбляется. По результатам проката фильм посмотрели 1 млн. 379 тыс. японских зрителей.

## Сюжет
На одном из островов Гото (префектура Нагасаки) Тора-сан и его коллега-торговец Понсю приходят на помощь старушке Хамано Эгами, которая упала и получила травму. Тора-сан и Понсю с осторожностью препровождают её до дома. Старушка предлагает мужчинам войти, чтобы отблагодарить их, предлагая им откушать осьминога и попить саке. Эти трое проводят оглушительно весёлый вечер, но затем старушка падает с сильным недомоганием. Тора-сан не знает толком, что делать у её смертного одра и начинает читать христианские молитвы (в префектуре Нагасаки необычайно многочисленное христианское население). Прежде, чем отойти в мир иной, Хамано благодарит Тора-сана за незабываемый прошедший вечер.
На похоронах старой женщины Тора-сан встречает её взрослую внучку Вакану. Хотя она теперь живёт в Токио, Вакана была воспитана бабушкой после того, как её собственная мать покончила с собой. Девушка также высказывает свои слова благодарности за то, что они помогли её бабушке и скрасили её последний день. Конечно же, Тора-сан как это обычно у него бывает, влюбляется в неё и уезжает назад в Сибамату (район Кацусика, Токио), но Вакана не выходит у него из головы. Навестив своих родных тётю и дядю, а также младшую сестру Сакуру и её мужа Хироси, он спешит нанести визит Вакане. Торадзиро постепенно узнаёт, что студент юридического факультета Тамио, также живущий в её многоквартирном доме, безумно влюблён в Вакану. Откладывая в сторону свои собственные интересы, Тора-сан выступает в качестве посредника, соединяя её с молодым человеком.

## В ролях
- Киёси Ацуми — Торадзиро Курума (или Тора-сан)
- Тиэко Байсё — Сакура, сестра Торадзиро
- Мицуру Хирата — Тамио Саката
- Масами Симодзё — Рюдзо Курума, дядя Тора-сана
- Тиэко Мисаки — Цунэ Курума, тётя Тора-сана
- Гин Маэда — Хироси, муж Сакуры
- Хисао Дадзай — Умэтаро, босс Хироси
- Гадзиро Сато — Гэнко
- Хидэтака Ёсиока — Мицуо Сува, сын Сакуры и Хироси, племянник Тора-сана
- Кэйроку Сэки — Понсю
- Сакаэ Умэдзу — Таби
- Токуко Сугияма — Кохару
- Тацуо Мацумура — Кёдзю
- Тисю Рю — Годзэн-сама, священник

## Премьеры
- — национальная премьера фильма состоялась 3 августа 1985 года в Токио[1].

## Награды и номинации
Премия Японской киноакадемии
- 9-я церемония вручения премии (1986)[3]

Номинации:
- лучшая музыка к фильму — Наодзуми Ямамото (ex aequo: «Бирманская арфа» и «Мужчине живётся трудно. Фильм 34: Истинный путь Торадзиро», 1984)